# Homalocantha scorpio
Homalocantha scorpio (nomeada, em inglês, scorpion Murex, Faurot's Murex ou digitate Murex) é uma espécie de molusco marinho predador da costa do Indo-Pacífico e Pacífico ocidental, pertencente à classe Gastropoda, ordem Neogastropoda e família Muricidae. Foi classificada por Carolus Linnaeus em 1758, na sua obra Systema Naturae; descrita originalmente como Murex scorpio; anteriormente no gênero Murex e agora espécie-tipo do gênero Homalocantha.

## Descrição da concha
Concha de aparência frágil em suas projeções em forma de leque, sendo suas projeções mais pronunciadas as que se encontram na parte exterior de seu lábio externo; de coloração branca a castanho-escura, principalmente em suas extremidades, com 5 a pouco mais de 6.5 centímetros de comprimento; com protoconcha e espiral baixas, com anéis espirais fortes e 4 a 8 varizes, onde se localizam suas projeções, em sua borda externa. Columela e abertura de coloração branco-esmaltada. Amplo e longo canal sifonal. Opérculo córneo, de coloração castanha e esculpido com anéis concêntricos.

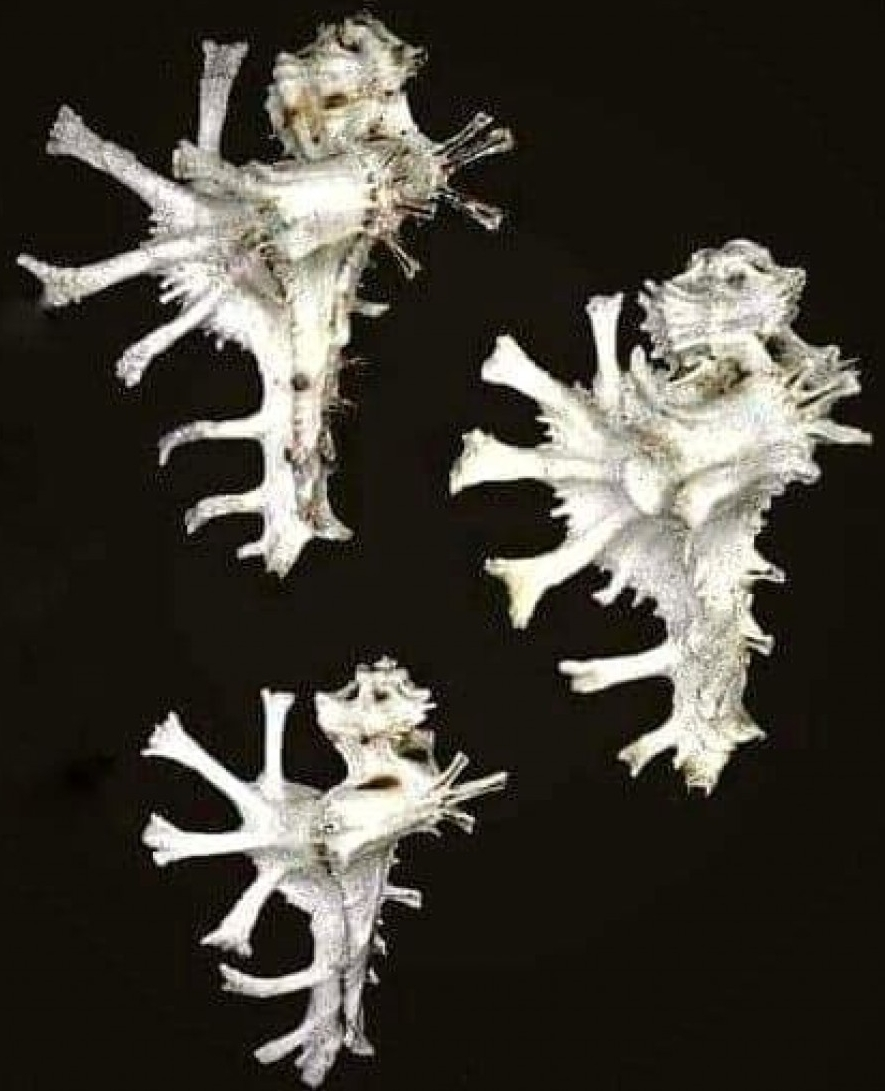
Três espécimes de H. scorpio na coleção do Museu de História Natural de Leiden, provenientes das ilhas Molucas, Indonésia.

## Distribuição geográfica, habitat e hábitos
Homalocantha scorpio é encontrada em águas rasas da zona nerítica do Indo-Pacífico e Pacífico ocidental; distribuída do mar Vermelho até Filipinas, Indonésia e Austrália, onde recebe o nome de toge-naga-icho.

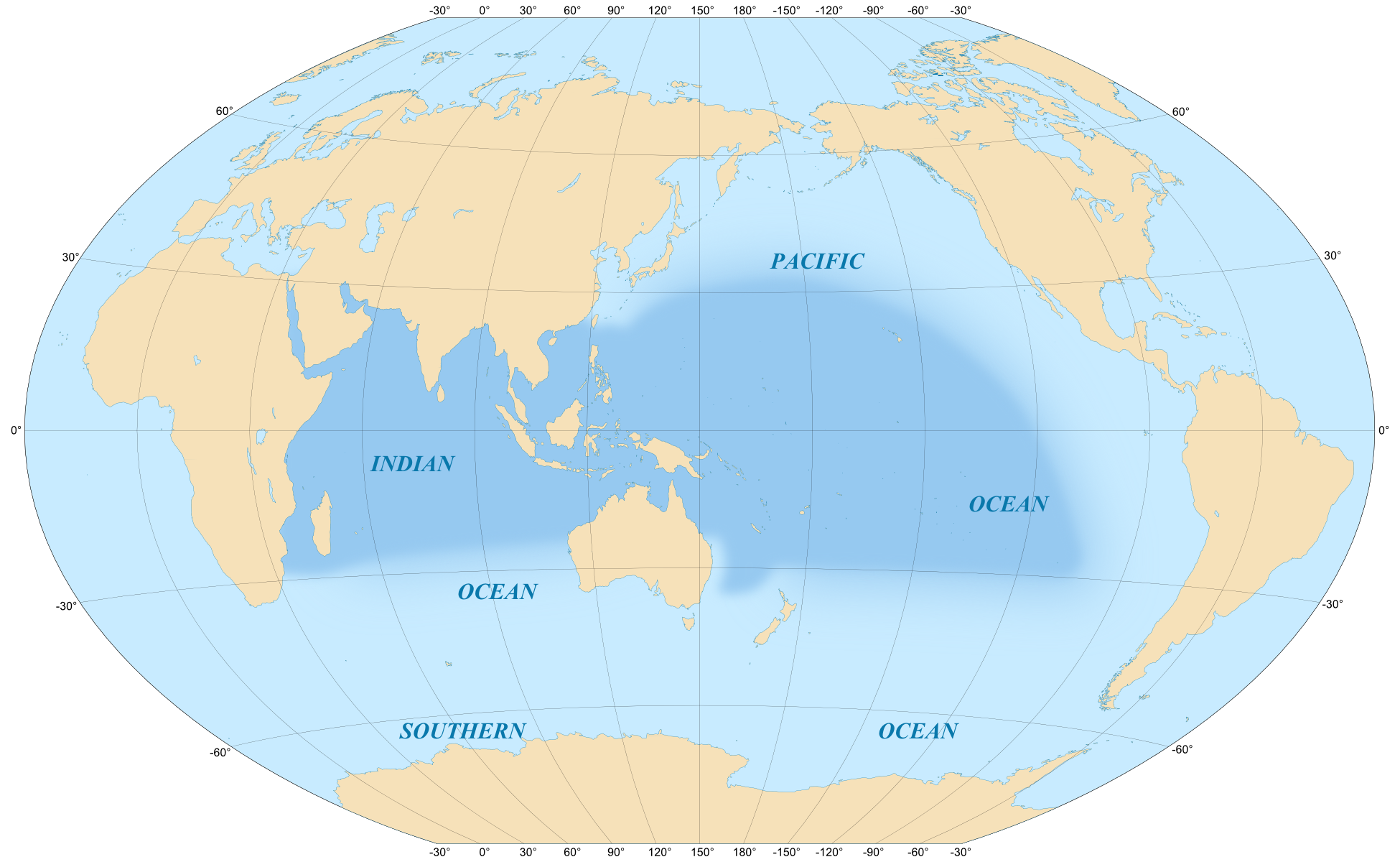
A espécie H. scorpio está distribuída pelo Indo-Pacífico; do mar Vermelho até Filipinas, Indonésia e Austrália.